# Commission consultative des services publics locaux
Pour les articles homonymes, voir Commission des services publics.
La Commission consultative des services publics locaux (CCSPL) est, dans une collectivité locale de plus de 10 000 habitants, une structure permettant le suivi des services publics délégués par la Collectivité à des tiers (notamment via une délégation de service public). 
Instituée par la loi du 6 février 1992 "ATR" et prévue par l'article L.1413-1 du Code général des collectivités territoriales (CGCT) et présidée par le maire ou le chef de la Collectivité, la CCSPL a pour vocation de permettre aux usagers des services publics (eau potable, transports urbains, gestion des déchets…) et aux élus d’obtenir des informations sur le fonctionnement effectif des services publics, d’être consultés sur certaines mesures relatives à leur organisation et émettre toute proposition utile en vue des adaptations envisagées. Elle contribue ainsi à la participation des citoyens au fonctionnement des services publics.